# Polypodium maritimum
Polypodium maritimum là một loài thực vật có mạch trong họ Polypodiaceae. Loài này được Hieron. miêu tả khoa học đầu tiên năm 1904.